# Стадион Перуц

Стадион Перуц (мађ. Perutz Stadion) је највеће фудбалско игралиште фудбалсог клупа Папа. Нови стадион, који је предат у употребу у јесен 2002. године, може да прими до 5.500 људи. Од 3108 седишта, 500 је покривено. Површина травњака је 9600 м². Аутоматски систем за наводњавање обезбеђује конзистентну, висококвалитечну траву. На једној страни стазе изграђена је трибина дужине 109 м, а на другој мала трибина дужине 41,5 м. Навијачи стижу са системом контроле приступа инсталираним са обе стране главне зграде.
ФК Папа, коме је овај стадион домаћин, пласирао се у прву лигу у сезони 2009−10, након што је провео 3 године у другој лиги Мађарске. И од тада су почеле да се играју прволигашке утакмице и да се дочекују најбољи тимови Мађарске. До 15. августа 2009. повећан је интензитет електричног осветљења са 1.000 на 1.200 лукса, направљен је и мобилни штанд за 1.080 људи, чиме је капацитет бити проширен на 5.500 људи. „Арена“ је погодна за међународне утакмице. Утакмица против Ференцвароша је 7. новембра 2009. године имала највећи број гледалаца до сада, 5.500 навијача.

## Значајније утакмице
| Датум         | Такмичење           | Противник      | Резултат | Гледалаца |
| ------------- | ------------------- | -------------- | -------- | --------- |
| 19. јун 2005. | Интертото куп 2005. | ФК ВИТ Грузија | 2 : 1    | 1.500     |
| 3. јул 2005.  | Интертото куп 2005. | ФК Гетеборг    | 2 : 3    | 3.000     |